# Brachydesmus stygivagus
Brachydesmus stygivagus är en mångfotingart som beskrevs av Karl Wilhelm Verhoeff 1899. Brachydesmus stygivagus ingår i släktet Brachydesmus och familjen plattdubbelfotingar.

## Underarter
Arten delas in i följande underarter:
- B. s. gradjensis
- B. s. jugoslavicus
- B. s. medius
- B. s. unciger